# 菅野伝右衛門 (6代)
6代 菅野 伝右衛門（すがの でんえもん、1859年（安政6年3月） - 1900年（明治33年）10月10日）は、明治時代の政治家、銀行家、実業家。貴族院多額納税者議員。本名は友次郎。

## 経歴
のちの富山県高岡市木舟町に生まれる。1889年（明治22年）高岡銀行設立。1893年（明治26年）には高岡紡績を創立した。さらに翌年、高岡経済会を組織し、1896年（明治29年）高岡商業会議所初代会頭に就任した。ほか、高岡市参事会員、同学務委員、富山県会議員などを歴任した。
1897年（明治30年）には富山県多額納税者として貴族院議員に互選され、同年9月29日から1900年（明治33年）3月19日まで在任した。その後、富山地方裁判所管内破産管財人となったが間もなく病没した。

## 親族
- 長男 菅野伝右衛門 (7代)（衆議院議員）[6]